# Yuval Rosenthal
Yuval Rosenthal (* 12. August 1995 in Kfar Saba) ist ein israelischer Eishockeyspieler, der seit 2015 für die Colorado State Rams, das Team der Colorado State University, in der American Collegiate Hockey Association spielt.

## Karriere
Yuval Rosenthal ging bereits als Jugendlicher nach Kanada, wo er in der traditionsreichen Banff Hockey Academy ausgebildet wurde und für die Banff Bears, das Team der Academy, spielte. 2014 wechselte er in die Greater Montreal Hockey League, wo er ein Jahr für die Bradford Bulls spielte. 2015 nahm er ein Studium an der Colorado State University auf und spielt seither für deren Team, die Colorado State Rams, um die Hochschulmeisterschaft der American Collegiate Hockey Association.

### International
Im Juniorenbereich spielte Rosenthal für Israel bei den U18-Weltmeisterschaften 2011 und 2013, als er jeweils gemeinsam mit seinem Landsmann Bar Zimmermann Torschützenkönig, bester Vorbereiter und Topscorer des Turniers wurde und auch zum besten Spieler seiner Mannschaft gewählt wurde, in der Division III.
Für die Herren-Nationalmannschaft nahm Rosenthal in der Division II an den Weltmeisterschaften 2014, 2015 und 2016, als er zum besten Spieler seiner Mannschaft gewählt wurde, 2017, 2018 und 2019 teil.

## Erfolge und Auszeichnungen
- 2013 Aufstieg in die Division IIII, Gruppe A, bei der U18-Weltmeisterschaft der Division III, Gruppe B
- 2013 Topscorer, Torschützenkönig und bester Vorbereiter bei der U18-Weltmeisterschaft der Division III, Gruppe B
- 2019 Aufstieg in die Division II, Gruppe A bei der Weltmeisterschaft der Division II, Gruppe B